# Lista de treinadores do Clube de Regatas do Flamengo
Esta é a lista de treinadores do Clube de Regatas do Flamengo. Em alguns jogos não foi possível identificar o treinador devido a particularidades das competições ou jogos; como por exemplo: Torneio Início (1916 a 1977), Torneio Início do RJ-SP (1951), Torneio Extra (1938 e 1958), Torneio Municipal (1951), Copa Rio de Janeiro (1992 a 1995 e 1998), jogos de W.O., alguns torneios e jogos amistosos até 2001 não constam nas estatísticas abaixo, já que na maioria das vezes o Flamengo não jogou com seu time principal e, consequentemente, não foi comandado pelo seu treinador principal, mas sim por seu auxiliar ou membro da comissão técnica.
Do total de jogos das campanhas dos treinadores para o total geral de jogos, há uma diferença de 164 partidas, 65 vitórias, 57 empates e 42 derrotas referentes aos jogos e competições citados abaixo.
De 1912 a 1920, o time não possuía um treinador, mas sim comissões técnicas, geralmente improvisadas, compostas pelos capitães da equipe e dirigentes, chamadas de Ground Committeé. Assim, em 1921, o uruguaio Ramón Platero tornou-se o primeiro técnico único da história do clube. Ao todo, foram 202 jogos em que o Flamengo foi comandado pelo Ground Committeé, com 117 vitórias, 46 empates e 39 derrotas.
Flávio Costa foi o treinador que mais dirigiu o clube, foram ao todo 746 jogos.
Em 30 de setembro de 2024, o Flamengo anunciou a saída de Tite e que Filipe Luís assumirá como treinador interino. Em 1 de outubro de 2024, o vice-presidente de futebol, Marcos Braz, afirmou que o novo treinador terá um contrato definitivo e admitiu seu erro na publicação da nota oficial.

## Treinadores
Não foi calculado o percentual de aproveitamento dos treinadores com menos de 10 partidas.
     Os três treinadores com o maior número em partidas (em única participação), vitórias e aproveitamento dentro desta lista, exceto treinadores interinos e o treinador atual.
| Período   | Treinador                                 | Títulos | J   | V   | E  | D  | Aprov. | Ref.   |
| --------- | ----------------------------------------- | --- | --- | --- | -- | -- | ------ | ------ |
| 1912–1920 | Ground Committeé                          | - Campeonatos Cariocas de 1914 e 1915 - Taça Jornal Folha do Norte (1915) - Taça Tricentenário de Belém (1916) - Taça Madame Gaby Coelho Neto (1916) - Troféu Artístico (1916) - Troféu Asilo do Bom Pastor (1916) - Taça Sport Club Juiz de Fora (1917) - Torneio Triangular do Rio de Janeiro (Torneio América Fabril) (1919) - Torneio Início do Rio de Janeiro (1920) - Taça Sport Club Mackenzie (1920) | 173 | 101 | 38 | 34 | 65,7   |        |
| 1921      | Ramón Platero                             | - Taça Ypiranga (1921) | 8   | 3   | 2  | 3  | Irrel. |        |
| 1921–1922 | Telefone                                  | - Campeonato Carioca de 1921 - Torneio América Fabril (1922) - Torneio Início do Rio de Janeiro (1922) | 25  | 14  | 7  | 4  | 65,3   |        |
| 1923      | Ground Committeé                          | - Troféu América Fabril (1923) - Troféu Carioca F.C. (1923) - Troféu Petropolitano (1923) - Taça Modesto Leal (1923) - Taça Palestra Itália (1923) | 29  | 16  | 8  | 5  | 64,4   |        |
| 1924      | Joaquim Guimarães                         | — | 16  | 12  | 2  | 2  | 79,2   |        |
| 1924–1925 | José Seabra                               | - Troféu Torre Sport Club (1925) - Troféu Agência Hudson (1925) - Troféu Jornal do Commércio de Pernambuco (1925) - Troféu Sérgio de Loreto (1925) | 10  | 7   | 2  | 1  | 76,7   |        |
| 1925      | Juan Carlos Bertone                       | - Campeonato Carioca de 1925 | 22  | 16  | 3  | 3  | 77,3   |        |
| 1926–1928 | Juan Carlos Bertone e Joaquim Guimarães   | - Campeonato Carioca de 1927 - Taça Dr. Affonso de Camargo (1927) - Troféu Associação Paranaense de Desportos (1927) | 74  | 41  | 12 | 21 | 60,8   |        |
| 1929      | Joaquim Guimarães e Raphael Candiota      | — | 34  | 11  | 5  | 18 | 37,3   |        |
| 1930–1931 | Charles Williams                          | — | 38  | 14  | 2  | 22 | 38,6   |        |
| 1931–1932 | Joaquim Guimarães                         | — | 13  | 9   | 0  | 4  | 69,2   |        |
| 1932      | Milton Caldas                             | - Taça Companhia Aliança da Bahia (1932) - Taça Interventor Federal da Bahia (1932) | 34  | 20  | 6  | 8  | 64,7   |        |
| 1933      | Augusto Gonçalves                         | — | 17  | 9   | 4  | 4  | 60,8   |        |
| 1933      | Alessandro Baldassini e Eugênio Matarazzo | — | 8   | 1   | 2  | 5  | Irrel. |        |
| 1933–1934 | Luís Gama e Milton Caldas                 | — | 28  | 7   | 5  | 16 | 31,0   |        |
| 1934–1937 | Flávio Costa                              | - Torneio Extra do Rio de Janeiro (1934) - Torneio Aberto do Rio de Janeiro (1936) - Taça João Viana Seilir (1936) | 102 | 63  | 21 | 18 | 68,6   |        |
| 1937–1938 | Dori Kürschner                            | - Taça da Paz (1937) | 69  | 39  | 11 | 19 | 61,8   |        |
| 1938      | Hilton Santos                             | — | 11  | 8   | 2  | 1  | 78,8   |        |
| 1938–1945 | Flávio Costa                              | - Campeonatos Cariocas de 1939, 1942, 1943 e 1944 - Torneio Relâmpago do Rio de Janeiro (1943) | 293 | 164 | 62 | 67 | 63,0   |        |
| 1946      | Jaime de Almeida                          | — | 2   | 1   | 0  | 1  | Irrel. |        |
| 1946      | Flávio Costa                              | - Torneio Início do Rio de Janeiro (1946) | 49  | 27  | 6  | 16 | 59,2   |        |
| 1947      | Ernesto Santos                            | — | 47  | 27  | 10 | 10 | 64,5   |        |
| 1947      | Jaime de Almeida                          | — | 5   | 2   | 1  | 2  | Irrel. |        |
| 1948      | Juca da Praia                             | - Troféu Cezar Aboud (1948) | 40  | 24  | 5  | 11 | 64,2   |        |
| 1948      | Jarbas Batista                            | — | 1   | 1   | 0  | 0  | Irrel. |        |
| 1948–1949 | Kanela                                    | — | 42  | 28  | 6  | 8  | 71,4   |        |
| 1949–1950 | Gentil Cardoso                            | - Troféu Embaixada Brasileira (1949) - Troféu El Comite Nacional Olímpico da Guatemala (1949) | 56  | 35  | 13 | 8  | 70,2   |        |
| 1950      | Jaime de Almeida                          | — | 5   | 1   | 1  | 3  | Irrel. |        |
| 1950      | Cândido de Oliveira                       | — | 13  | 4   | 2  | 7  | 35,9   |        |
| 1950–1951 | Jaime de Almeida                          | — | 7   | 3   | 2  | 2  | Irrel. |        |
| 1951–1952 | Flávio Costa                              | - Torneio Início do Rio de Janeiro (1951) - Elfsborg Cup (Suécia) (1951) - Torneio Início do Rio de Janeiro - Torneio Quadrangular do Peru (1952) - Troféu Cidade de Arequipa (Peru) (1952) - Taça Disciplina (1952) | 101 | 63  | 15 | 23 | 67,3   |        |
| 1953      | Jaime de Almeida                          | - Torneio Quadrangular da Argentina (1953) | 19  | 9   | 7  | 3  | 59,6   |        |
| 1953–1957 | Fleitas Solich                            | - Campeonatos Cariocas de 1953, 1954 e 1955 - Torneio Quadrangular de Curitiba (1953) - Torneio Internacional do Rio de Janeiro (1954 e 1955) - Taça Gilberto Cardoso (1955) - Troféu Embaixador Oswaldo Aranha (1956) - Taça dos Campeões Estaduais RJ-SP (1956) - Troféu Ponto Frio (1957) - Taça Brasília (RJ) - Troféu Almana Idrotts Klubben (1957) | 276 | 175 | 47 | 54 | 69,1   |        |
| 1958      | Jaime de Almeida                          | — | 8   | 3   | 4  | 1  | Irrel. |        |
| 1958–1959 | Fleitas Solich                            | - Torneio Quadrangular de Israel (1958) - Troféu Sporting Club de Portugal (1958) - Torneio Hexagonal do Peru (1959) | 90  | 53  | 18 | 19 | 65,6   |        |
| 1959      | Jaime de Almeida                          | — | 23  | 13  | 5  | 5  | 63,8   |        |
| 1959–1960 | Modesto Bría                              | — | 46  | 27  | 7  | 12 | 63,8   |        |
| 1960–1962 | Fleitas Solich                            | - Torneio Rio-São Paulo de 1961 - Torneio Octogonal de Verão (1961) - Troféu Magalhães Pinto (1961) | 99  | 59  | 18 | 22 | 65,7   |        |
| 1962      | Eithel Seixas                             | — | 1   | 0   | 0  | 1  | Irrel. |        |
| 1962–1965 | Flávio Costa                              | - Torneio Internacional da Tunísia (1962) - Campeonato Carioca de 1963 - Troféu Naranja de Valência (1964) - Troféu Gilberto Alves (1965) - Troféu Quadrangular de Vitória (1965) | 220 | 122 | 43 | 55 | 62,0   |        |
| 1965      | Newton Canegal                            | — | 5   | 2   | 2  | 1  | Irrel. |        |
| 1965–1967 | Armando Renganeschi                       | - Campeonato Carioca de 1965 | 127 | 55  | 33 | 39 | 52,0   |        |
| 1967      | Modesto Bría                              | — | 17  | 7   | 3  | 7  | 47,1   |        |
| 1967–1968 | Aymoré Moreira                            | — | 20  | 7   | 3  | 10 | 40,0   |        |
| 1968      | Walter Miraglia                           | - Torneio Quadrangular do Marrocos (1968) - Troféu Restelo (Portugal) (1968) | 58  | 27  | 15 | 16 | 55,2   |        |
| 1969      | Tim                                       | — | 61  | 28  | 18 | 15 | 55,7   |        |
| 1969      | Joubert Meira                             | — | 5   | 1   | 2  | 2  | Irrel. |        |
| 1970–1971 | Dorival Knipel (Yustrich)                 | - Torneio Internacional de Verão do RJ (1970) - Taça Guanabara de 1970 - Troféu General Mendes de Morais (1970) - Troféu Ary Barroso (1970) - Troféu Pedro Pedrossian (1971) | 93  | 45  | 28 | 20 | 58,4   |        |
| 1971      | Modesto Bría e Newton Canegal             | — | 3   | 3   | 0  | 0  | Irrel. |        |
| 1971      | Fleitas Solich                            | - Taça Presidente Médici (1971) | 39  | 13  | 17 | 9  | 47,9   |        |
| 1972      | Zagallo                                   | - Torneio Internacional de Verão do RJ (1972) - Torneio do Povo (1972) | 28  | 17  | 9  | 2  | 71,4   |        |
| 1972      | Joubert Meira                             | — | 6   | 2   | 4  | 0  | Irrel. |        |
| 1972–1973 | Zagallo                                   | - Campeonatos Cariocas de 1972 e 1973 - Taça Sesquicentenário da Independência do Brasil (1972) - Taça Guanabara de 1973 - Taça Cidade do Rio de Janeiro (1973) - Troféu Rede Tupi de TV (1973) | 65  | 31  | 19 | 15 | 57,4   |        |
| 1973      | Joubert Meira                             | - Taça Araribóia (1973) - Taça Doutor Manoel dos Reis e Silva (1973) | 8   | 5   | 2  | 1  | Irrel. |        |
| 1973      | Zagallo                                   | — | 39  | 15  | 7  | 17 | 44,4   |        |
| 1974–1975 | Joubert Meira                             | - 3.º turno do Campeonato Carioca - Campeonato Carioca de 1974 - Taça Deputado José Garcia Neto (1974) - Taça Dr. Manoel dos Reis e Silva (1974) - Taça Associação dos Servidores Civis do Brasil (1974) - Taça João Havelange (1975) - Torneio Quadrangular de Goiás (1975) - Taça José João Altafini "Mazolla" (1975) | 132 | 71  | 37 | 24 | 63,1   |        |
| 1975–1976 | Carlos Froner                             | - Taça Jubileu de Prata da Rede Tupi de TV (1975) - Torneio Quadrangular de Jundiaí (1975) - Troféu Governador Roberto Santos (1976) - Taça Prefeito do Distrito Federal (1976) - Taça Nelson Rodrigues (1976) - Torneio Quadrangular de Mato Grosso (1976) - Taça Prefeitura Municipal de Manaus (1976) | 86  | 53  | 21 | 12 | 69,8   |        |
| 1976–1977 | Cláudio Coutinho                          | - Taça Geraldo Cleofas Dias Alves (1976) - Taça Duque de Caxias (1976) - Taça 40 Anos da Rádio Nacional (1976) | 77  | 50  | 18 | 9  | 72,7   |        |
| 1977–1978 | Jaime Valente                             | - Troféu Antônio Valmir Campelo Bezerra (1977) | 31  | 18  | 9  | 4  | 67,7   |        |
| 1978      | Joubert Meira                             | — | 32  | 18  | 8  | 6  | 64,6   |        |
| 1978–1980 | Cláudio Coutinho                          | - Torneio Palma de Maiorca (Espanha) (1978) - Taças Guanabara de 1978, 1979 e 1980 - Taça Rio de 1978 - Campeonatos Cariocas de 1978 e 1979 - 1.º turno do Campeonato Estadual Especial (1979) - 2.º turno do Campeonato Estadual Especial (1979) - Campeonato Carioca Especial de 1979 - 2.º turno do Campeonato Estadual (1979) - 3.º turno do Campeonato Estadual (1979) - Troféu Ramón de Carranza (Espanha) (1979 e 1980) - Troféu João Batista Figueiredo (1979) - Troféu Alencar Pires Barroso (1979) - Taça Governador Ary Ribeiro Valadão (1979) - Troféu Imprensa (1979) - Campeonato Brasileiro de 1980 - Troféu Cidade de Santander (Espanha) (1980) - Taça Anos de Ouro do Futebol Brasileiro (1980) - Troféu João Saldanha (1980) - Troféu Perugia (Itália) (1980) | 189 | 130 | 41 | 18 | 76,0   |        |
| 1981      | Modesto Bría                              | — | 17  | 10  | 5  | 2  | 68,6   |        |
| 1981      | Dino Sani                                 | - Torneio Internacional de Punta del Leste (Uruguai) (1981) - Torneio Internacional de Nápoles (Itália) (1981) - Taça Guanabara de 1981 | 24  | 13  | 8  | 3  | 65,3   |        |
| 1981–1983 | Paulo César Carpegiani                    | - 3.º turno do Campeonato Estadual (1981) - Campeonato Carioca de 1981 - Copa Libertadores da América de 1981 - Copa Europeia/Sul-Americana de 1981 - Campeonato Brasileiro de 1982 - Taça Guanabara de 1982 - Taça Governador Ary Ribeiro Valadão (1982) - Taça Confraternização Brasil-Paraguai (1982) - Troféu Brasil-Argentina (1982) | 116 | 71  | 27 | 18 | 69,0   | [ 4 ]  |
| 1983      | Carlinhos Violino                         | — | 5   | 1   | 3  | 1  | Irrel. |        |
| 1983      | Cléber Camerino                           | — | 1   | 0   | 1  | 0  | Irrel. |        |
| 1983      | Carlos Alberto Torres                     | - Campeonato Brasileiro de 1983 | 26  | 13  | 4  | 9  | 55,1   |        |
| 1983      | José Roberto Francalacci (interino)       | — | 4   | 1   | 1  | 2  | Irrel. |        |
| 1983–1984 | Cláudio Garcia                            | - Taça Rio de 1983 | 46  | 28  | 9  | 9  | 67,4   |        |
| 1984–1985 | Zagallo                                   | - Taça Guanabara de 1984 - 1.º turno do Campeonato Brasileiro (1985) | 73  | 37  | 19 | 17 | 59,4   |        |
| 1985      | Sebastião Lazaroni (interino)             | — | 4   | 4   | 0  | 0  | Irrel. |        |
| 1985      | Joubert Meira                             | — | 11  | 5   | 4  | 2  | 57,6   |        |
| 1985–1987 | Sebastião Lazaroni                        | - Taça Rio de 1985 - Campeonato Carioca de 1986 | 100 | 55  | 24 | 21 | 63,0   |        |
| 1987      | Carlinhos Violino                         | — | 6   | 2   | 4  | 0  | Irrel. |        |
| 1987      | Antônio Lopes                             | - Torneio Internacional do Gabão (1987) - Taça Euzébio de Andrade (3.º turno do Estadual) (1987) - Torneio Internacional de Angola (1987) | 40  | 24  | 9  | 7  | 67,5   |        |
| 1987–1988 | Carlinhos Violino                         | - Copa União (1987) - Troféu João Havelange (1987) - Taça Guanabara de 1988 | 55  | 29  | 15 | 11 | 61,8   |        |
| 1988      | João Carlos Costa (interino)              | - Copa Kirin (1988) - Taça Governador Jader Ribeiro (1988) | 8   | 5   | 2  | 1  | Irrel. |        |
| 1988      | Candinho                                  | - Torneio Colombino (1988) | 16  | 9   | 3  | 4  | 62,5   |        |
| 1988      | João Carlos Costa (interino)              | — | 3   | 2   | 1  | 0  | Irrel. |        |
| 1988–1989 | Telê Santana                              | - Taça Guanabara de 1989 - Torneio Internacional de Hamburgo (Alemanha) (1989) - Troféu Clássico das Multidões (1989) - Troféu Seis Anos da TV Manchete (1989) | 62  | 37  | 15 | 10 | 67,7   |        |
| 1989      | João Carlos Costa (interino)              | — | 4   | 2   | 1  | 1  | Irrel. |        |
| 1989–1990 | Valdir Espinosa                           | - Torneio de Verão de Nova Friburgo (1990) | 37  | 16  | 11 | 10 | 53,2   |        |
| 1990      | Jair Pereira                              | - Copa Sharp (Japão) (1990) - Marlboro Cup (USA) - Copa do Brasil de 1990 - Taça Associação dos Cronistas Esportivos de Sergipe (1990) - Torneio Quadrangular de Varginha (1990) | 60  | 36  | 12 | 12 | 66,7   |        |
| 1991      | Vanderlei Luxemburgo                      | - Copa Rio de 1991 - Taça da Capital do Rio de Janeiro de 1991 | 52  | 24  | 14 | 14 | 55,1   | [ 5 ]  |
| 1991–1993 | Carlinhos Violino                         | - Taça Rio de 1991 - Campeonato Carioca de 1991 - Campeonato Brasileiro de 1992 - Taça dos Campeões Brasileiros (Taça Brahma) (1992) - Troféu ECO '92 (1992) - Troféu Raul Plassmann (1993) - Torneio Libertad (Argentina) (1993) | 107 | 60  | 29 | 18 | 65,1   |        |
| 1993      | Jair Pereira                              | — | 30  | 17  | 7  | 6  | 64,4   |        |
| 1993      | Evaristo de Macedo                        | — | 24  | 7   | 9  | 8  | 41,7   |        |
| 1993–1994 | Júnior                                    | - Taça Cidade do RJ (Copa da Capital) (1993) | 44  | 20  | 12 | 12 | 54,5   |        |
| 1994      | Carlinhos Violino                         | - Torneio Internacional de Kuala Lumpur (Malásia) (1994) - Pepsi Cup '94 (Japão) (1994) | 37  | 13  | 14 | 10 | 47,7   |        |
| 1994      | Edinho                                    | — | 8   | 2   | 3  | 3  | Irrel. |        |
| 1995      | Vanderlei Luxemburgo                      | - Taça Guanabara de 1995 | 46  | 27  | 10 | 9  | 65,9   | [ 5 ]  |
| 1995      | Marcos Paquetá                            | — | 1   | 0   | 0  | 1  | Irrel. |        |
| 1995      | Edinho                                    | — | 14  | 6   | 2  | 6  | 47,6   |        |
| 1995      | Washington Rodrigues                      | — | 26  | 11  | 8  | 7  | 52,6   |        |
| 1996      | Joel Santana                              | - Taça Guanabara de 1996 - Taça Rio de 1996 - Campeonato Carioca de 1996 - Copa de Ouro Nicolás Leoz (1996) - Taça 15 anos do SBT (1996) | 79  | 43  | 21 | 15 | 63,3   |        |
| 1996      | José Claudinei Georgini (Valinhos)        | — | 2   | 1   | 0  | 1  | Irrel. |        |
| 1997      | Júnior                                    | — | 23  | 13  | 6  | 4  | 65,2   |        |
| 1997      | Sebastião Rocha                           | - Torneio Quadrangular de Brasília (1997) - Copa dos Campeões Mundiais (1997) - Taça Cidade de Juiz de Fora (1997) | 34  | 17  | 9  | 8  | 58,8   |        |
| 1997–1998 | Paulo Autuori                             | — | 45  | 19  | 14 | 12 | 52,6   |        |
| 1998      | Joel Santana                              | — | 27  | 13  | 9  | 4  | 59,3   |        |
| 1998      | Toninho Barroso (interino)                | — | 6   | 0   | 3  | 3  | Irrel. |        |
| 1998–1999 | Evaristo de Macedo                        | - Troféu São Sebastião (1999) | 26  | 13  | 5  | 8  | 56,4   |        |
| 1999      | Carlinhos Violino                         | - Taça Guanabara de 1999 - Campeonato Carioca de 1999 - Copa Mercosul de 1999 | 65  | 36  | 11 | 18 | 61,0   |        |
| 2000      | Paulo César Carpegiani                    | - Troféu São Sebastião (2000) | 22  | 12  | 4  | 6  | 60,6   | [ 4 ]  |
| 2000      | Carlos César (interino)                   | — | 8   | 6   | 1  | 1  | Irrel. |        |
| 2000      | Carlinhos Violino                         | - Taça Rio de 2000 - Campeonato Carioca de 2000 | 38  | 17  | 8  | 13 | 51,8   |        |
| 2000–2001 | Zagallo                                   | - Taça Guanabara de 2001 - Campeonato Carioca de 2001 - Copa dos Campeões de 2001 | 79  | 37  | 12 | 30 | 51,9   |        |
| 2001–2002 | Carlos Alberto Torres                     | — | 8   | 1   | 2  | 5  | Irrel. |        |
| 2002      | João Carlos Costa                         | — | 22  | 5   | 7  | 10 | 33,3   |        |
| 2002      | Carlos César (interino)                   | — | 5   | 1   | 0  | 4  | Irrel. |        |
| 2002      | Marcos Leme (interino)                    | — | 1   | 0   | 1  | 0  | Irrel. |        |
| 2002      | Lula Pereira                              | - Troféu Capitão Castro (2002) | 24  | 10  | 5  | 9  | 48,6   |        |
| 2002–2003 | Evaristo de Macedo                        | — | 33  | 16  | 5  | 12 | 53,5   |        |
| 2003      | Nelsinho Baptista                         | — | 29  | 12  | 8  | 9  | 50,6   |        |
| 2003      | Marcos Paquetá (interino)                 | — | 1   | 0   | 0  | 1  | Irrel. |        |
| 2003      | Oswaldo de Oliveira                       | — | 18  | 7   | 3  | 8  | 44,4   | [ 6 ]  |
| 2003      | Waldemar Lemos                            | - Taça Desafio 50 anos da Petrobras (2003) | 11  | 6   | 3  | 2  | 63,6   |        |
| 2004      | Abel Braga                                | - Taça Guanabara de 2004 - Campeonato Carioca de 2004 | 44  | 19  | 12 | 13 | 52,3   | [ 7 ]  |
| 2004      | Andrade (interino)                        | — | 3   | 1   | 2  | 0  | Irrel. |        |
| 2004      | Paulo César Gusmão                        | — | 5   | 2   | 0  | 3  | Irrel. |        |
| 2004      | Andrade (interino)                        | — | 2   | 1   | 0  | 1  | Irrel. |        |
| 2004      | Ricardo Gomes                             | — | 15  | 4   | 6  | 5  | 40,0   |        |
| 2004      | Andrade                                   | — | 7   | 3   | 3  | 1  | Irrel. |        |
| 2005      | Júlio César Leal                          | — | 6   | 2   | 0  | 4  | Irrel. |        |
| 2005      | Andrade (interino)                        | — | 1   | 0   | 1  | 0  | Irrel. |        |
| 2005      | Cuca                                      | — | 12  | 5   | 4  | 3  | 52,8   |        |
| 2005      | Andrade (interino)                        | — | 2   | 30  | 2  | 0  | Irrel. |        |
| 2005      | Celso Roth                                | - Taça da Paz (2005) | 20  | 6   | 4  | 10 | 36,7   |        |
| 2005      | Andrade                                   | — | 13  | 3   | 5  | 5  | 35,9   |        |
| 2005      | Liminha                                   | - Copa Record (2005) | 7   | 4   | 2  | 1  | Irrel. |        |
| 2005      | Joel Santana                              | — | 9   | 6   | 3  | 0  | Irrel. |        |
| 2006      | Adílio                                    | — | 2   | 0   | 0  | 2  | Irrel. |        |
| 2006      | Valdir Espinosa                           | — | 11  | 2   | 4  | 5  | 30,3   |        |
| 2006      | Waldemar Lemos                            | — | 18  | 8   | 5  | 5  | 53,7   |        |
| 2006–2007 | Ney Franco                                | - Copa do Brasil de 2006 - Taça Guanabara de 2007 - Campeonato Carioca de 2007 - Troféu Camisa 12 (2007) - Troféu CBF (2007) | 74  | 33  | 17 | 24 | 52,3   | [ 8 ]  |
| 2006      | Moacir Pereira (interino)                 | — | 1   | 0   | 1  | 0  | Irrel. |        |
| 2007–2008 | Joel Santana                              | - Trofeú 100 anos Souza Aguiar (2007) - Taça Guanabara de 2008 - Campeonato Carioca de 2008 | 54  | 35  | 7  | 12 | 69,1   |        |
| 2008      | Caio Júnior                               | - Troféu 80 anos do GRES Estação Primeira de Mangueira (2008) | 38  | 18  | 10 | 10 | 56,1   |        |
| 2009      | Cuca                                      | - Taça Rio de 2009 - Campeonato Carioca de 2009 | 39  | 19  | 13 | 7  | 59,8   |        |
| 2009–2010 | Andrade                                   | - Campeonato Brasileiro de 2009 - Troféu João Saldanha - Jornal Lance (2.º turno do Campeonato Brasileiro) (2009) | 51  | 32  | 10 | 9  | 69,3   |        |
| 2010      | Rogério Lourenço                          | — | 20  | 7   | 6  | 7  | 45,0   |        |
| 2010      | Toninho Barroso (interino)                | — | 1   | 0   | 0  | 1  | Irrel. |        |
| 2010      | Silas                                     | — | 10  | 1   | 6  | 3  | 30,0   |        |
| 2010–2012 | Vanderlei Luxemburgo                      | - Campeonato Carioca de 2011 | 84  | 38  | 32 | 14 | 57,9   | [ 5 ]  |
| 2012      | Jayme de Almeida (interino)               | — | 2   | 0   | 2  | 0  | Irrel. | [ 12 ] |
| 2012      | Joel Santana                              | — | 31  | 17  | 5  | 9  | 60,2   |        |
| 2012–2013 | Dorival Júnior                            | - Torneio Super Clássicos de 2013 | 37  | 15  | 12 | 10 | 51,4   | [ 14 ] |
| 2013      | Jorginho                                  | — | 14  | 7   | 4  | 3  | 59,5   |        |
| 2013      | Jayme de Almeida (interino)               | — | 1   | 1   | 0  | 0  | Irrel. | [ 12 ] |
| 2013      | Mano Menezes                              | — | 22  | 9   | 6  | 7  | 50,0   |        |
| 2013–2014 | Jayme de Almeida                          | - Copa do Brasil de 2013 - Taça Guanabara de 2014 - Torneio Super Clássicos de 2014 | 50  | 27  | 12 | 11 | 62,0   | [ 12 ] |
| 2014      | Ney Franco                                | — | 7   | 0   | 3  | 4  | Irrel. | [ 8 ]  |
| 2014–2015 | Vanderlei Luxemburgo                      | - Super Series | 59  | 32  | 11 | 14 | 60,5   | [ 5 ]  |
| 2015      | Deivid (interino)                         | — | 2   | 1   | 1  | 0  | Irrel. | [ 24 ] |
| 2015      | Jayme de Almeida (interino)               | — | 1   | 0   | 1  | 0  | Irrel. | [ 12 ] |
| 2015      | Cristóvão Borges                          | — | 18  | 8   | 1  | 9  | 46,3   | [ 26 ] |
| 2015      | Oswaldo de Oliveira                       | — | 18  | 8   | 3  | 7  | 50,0   | [ 6 ]  |
| 2015      | Jayme de Almeida (interino)               | — | 2   | 0   | 0  | 2  | Irrel. | [ 12 ] |
| 2016      | Muricy Ramalho                            | — | 26  | 13  | 6  | 7  | 57,7   | [ 29 ] |
| 2016–2017 | Zé Ricardo                                | - Campeonato Carioca de 2017 - Troféu Carlos Alberto Torres (2017) | 90  | 48  | 25 | 17 | 62,6   | [ 32 ] |
| 2017      | Jayme de Almeida (interino)               | — | 2   | 1   | 0  | 1  | Irrel. | [ 12 ] |
| 2017      | Reinaldo Rueda                            | — | 31  | 13  | 10 | 8  | 52,7   | [ 35 ] |
| 2018      | Paulo César Carpegiani                    | - Taça Guanabara de 2018 | 17  | 11  | 3  | 3  | 70,6   | [ 4 ]  |
| 2018      | Maurício Barbieri                         | — | 25  | 13  | 9  | 3  | 64,0   | [ 42 ] |
| 2018      | Dorival Júnior                            | — | 12  | 7   | 3  | 2  | 66,7   | [ 14 ] |
| 2019      | Abel Braga                                | - Florida Cup de 2019 - Taça Rio de 2019 - Campeonato Carioca 2019 | 30  | 19  | 7  | 4  | 71,1   | [ 7 ]  |
| 2019      | Leomir de Souza (interino)                | — | 2   | 0   | 1  | 1  | Irrel. | [ 46 ] |
| 2019      | Marcelo Salles (interino)                 | — | 4   | 3   | 1  | 0  | Irrel. | [ 47 ] |
| 2019–2020 | Jorge Jesus                               | - Copa Libertadores da América de 2019 - Campeonato Brasileiro 2019 - Supercopa do Brasil de 2020 - Taça Guanabara de 2020 - Recopa Sul-Americana de 2020 - Campeonato Carioca de 2020 | 57  | 43  | 10 | 4  | 81,3   | [ 50 ] |
| 2020      | Maurício Souza (interino)                 | — | 4   | 2   | 1  | 1  | Irrel. | [ 51 ] |
| 2020      | Domènec Torrent                           | — | 23  | 13  | 4  | 6  | 62,3   | [ 53 ] |
| 2020      | Jordi Guerrero (interino)                 | — | 2   | 1   | 1  | 0  | Irrel. | [ 54 ] |
| 2020      | Jordi Gris (interino)                     | — | 1   | 1   | 0  | 0  | Irrel. | [ 55 ] |
| 2020–2021 | Rogério Ceni                              | - Campeonato Brasileiro 2020 - Supercopa do Brasil de 2021 - Taça Guanabara de 2021 - Campeonato Carioca de 2021 | 45  | 23  | 11 | 11 | 59,3   | [ 58 ] |
| 2021      | Renato Gaúcho                             | — | 37  | 24  | 8  | 5  | 72,1   | [ 61 ] |
| 2021      | Maurício Souza (interino)                 | — | 15  | 10  | 2  | 3  | 71,1   | [ 51 ] |
| 2022      | Paulo Sousa                               | — | 32  | 19  | 7  | 6  | 66,7   | [ 63 ] |
| 2022      | Fábio Matias (interino)                   | — | 2   | 1   | 1  | 0  | Irrel. | [ 64 ] |
| 2022      | Lucas Silvestre (interino)                | — | 1   | 1   | 0  | 0  | Irrel. | [ 65 ] |
| 2022      | Dorival Júnior                            | - Copa do Brasil de 2022 - Copa Libertadores da América de 2022 | 42  | 25  | 8  | 9  | 65,9   | [ 14 ] |
| 2023      | Mario Jorge (interino)                    | — | 2   | 1   | 1  | 0  | Irrel. | [ 67 ] |
| 2023      | Vítor Pereira                             | — | 18  | 10  | 1  | 7  | 57,4   | [ 70 ] |
| 2023      | Mario Jorge (interino)                    | — | 2   | 1   | 0  | 1  | Irrel. | [ 67 ] |
| 2023      | Jorge Sampaoli                            | — | 39  | 20  | 11 | 8  | 60,7   | [ 75 ] |
| 2023      | Mario Jorge (interino)                    | — | 2   | 1   | 1  | 0  | Irrel. | [ 67 ] |
| 2023–2024 | Tite                                      | - Taça Guanabara de 2024 - Campeonato Carioca de 2024 | 68  | 41  | 11 | 16 | 65,7   | [ 78 ] |
| 2023–2024 | Matheus Bacchi (interino)                 | — | 2   | 1   | 1  | 0  | Irrel. | [ 79 ] |
| 2024–     | Filipe Luís                               | - Copa do Brasil de 2024 - Supercopa Rei de 2025 - Taça Guanabara de 2025 - Campeonato Carioca de 2025 | 62  | 41  | 15 | 6  | 74,2   | [ 80 ] |
| 2025      | Cléber dos Santos (interino)              | — | 4   | 1   | 1  | 2  | Irrel. | [ 82 ] |

 Última atualização: 17 de agosto de 2025 (última partida considerada: Internacional 1–3 Flamengo, Campeonato Brasileiro, 20ª rodada)

### Maior número de partidas
Considerando-se todos os períodos com treinador e com, no mínimo, 100 partidas.
| Treinador              | Período(s) | Jogos | Vitórias | Empates | Derrotas | % aprov. |
| ---------------------- | ---------- | ----- | -------- | ------- | -------- | -------- |
| Flávio Costa           | 1934–1937  | 102   | 63       | 21      | 18       | 68,6     |
| Flávio Costa           | 1938–1945  | 293   | 164      | 62      | 67       | 63,0     |
| Flávio Costa           | 1946       | 49    | 27       | 6       | 16       | 59,2     |
| Flávio Costa           | 1951–1952  | 101   | 63       | 15      | 23       | 67,3     |
| Flávio Costa           | 1962–1965  | 220   | 122      | 43      | 55       | 62,0     |
| Flávio Costa           | Total      | 765   | 439      | 147     | 179      | 63,8     |
| Fleitas Solich         | 1953–1957  | 276   | 175      | 47      | 54       | 69,1     |
| Fleitas Solich         | 1958–1959  | 90    | 53       | 18      | 19       | 65,6     |
| Fleitas Solich         | 1960–1962  | 99    | 59       | 18      | 22       | 65,7     |
| Fleitas Solich         | 1971       | 39    | 13       | 17      | 9        | 47,9     |
| Fleitas Solich         | Total      | 504   | 300      | 100     | 104      | 66,1     |
| Carlinhos Violino      | 1983       | 5     | 1        | 3       | 1        | Irrel.   |
| Carlinhos Violino      | 1987       | 6     | 2        | 4       | 0        | Irrel.   |
| Carlinhos Violino      | 1991–1993  | 107   | 60       | 29      | 18       | 65,1     |
| Carlinhos Violino      | 1994       | 37    | 13       | 14      | 10       | 47,7     |
| Carlinhos Violino      | 1999       | 65    | 36       | 11      | 18       | 61,0     |
| Carlinhos Violino      | 2000       | 38    | 17       | 8       | 13       | 51,8     |
| Carlinhos Violino      | Total      | 313   | 158      | 84      | 71       | 59,4     |
| Zagallo                | 1972       | 28    | 17       | 9       | 2        | 71,4     |
| Zagallo                | 1972–1973  | 65    | 31       | 19      | 15       | 57,4     |
| Zagallo                | 1973       | 39    | 15       | 7       | 17       | 44,4     |
| Zagallo                | 1984–1985  | 73    | 37       | 19      | 17       | 59,4     |
| Zagallo                | 2000–2001  | 79    | 37       | 12      | 30       | 51,9     |
| Zagallo                | Total      | 284   | 137      | 66      | 81       | 56,0     |
| Cláudio Coutinho       | 1976–1977  | 77    | 50       | 18      | 9        | 72,7     |
| Cláudio Coutinho       | 1978–1980  | 189   | 130      | 41      | 18       | 76,0     |
| Cláudio Coutinho       | Total      | 266   | 180      | 59      | 27       | 75,1     |
| Vanderlei Luxemburgo   | 1991       | 52    | 24       | 14      | 14       | 55,1     |
| Vanderlei Luxemburgo   | 1995       | 46    | 27       | 10      | 9        | 65,9     |
| Vanderlei Luxemburgo   | 2010–2012  | 84    | 38       | 32      | 14       | 57,9     |
| Vanderlei Luxemburgo   | 2014–2015  | 59    | 32       | 11      | 14       | 60,5     |
| Vanderlei Luxemburgo   | Total      | 241   | 123      | 67      | 51       | 60,3     |
| Joel Santana           | 1996       | 79    | 43       | 21      | 15       | 63,3     |
| Joel Santana           | 1998       | 27    | 13       | 9       | 4        | 59,3     |
| Joel Santana           | 2005       | 9     | 6        | 3       | 0        | Irrel.   |
| Joel Santana           | 2007–2008  | 54    | 35       | 7       | 12       | 69,1     |
| Joel Santana           | 2012       | 31    | 17       | 5       | 9        | 60,2     |
| Joel Santana           | Total      | 200   | 114      | 45      | 40       | 64,5     |
| Joubert Meira          | 1969       | 5     | 1        | 2       | 2        | Irrel.   |
| Joubert Meira          | 1972       | 6     | 2        | 4       | 0        | Irrel.   |
| Joubert Meira          | 1973       | 8     | 5        | 2       | 1        | Irrel.   |
| Joubert Meira          | 1974–1975  | 132   | 71       | 37      | 24       | 63,1     |
| Joubert Meira          | 1978       | 32    | 18       | 8       | 6        | 64,6     |
| Joubert Meira          | 1985       | 11    | 5        | 4       | 2        | 57,6     |
| Joubert Meira          | Total      | 194   | 102      | 57      | 35       | 62,4     |
| Paulo César Carpegiani | 1981–1983  | 116   | 71       | 27      | 18       | 69,0     |
| Paulo César Carpegiani | 2000       | 22    | 12       | 4       | 6        | 60,6     |
| Paulo César Carpegiani | 2018       | 17    | 11       | 3       | 3        | 70,6     |
| Paulo César Carpegiani | Total      | 155   | 94       | 34      | 27       | 68,0     |
| Armando Renganeschi    | 1965–1967  | 127   | 55       | 33      | 39       | 52,0     |
| Armando Renganeschi    | Total      | 127   | 55       | 33      | 39       | 52,0     |
| Sebastião Lazaroni     | 1985       | 4     | 4        | 0       | 0        | Irrel.   |
| Sebastião Lazaroni     | 1985–1987  | 100   | 55       | 24      | 21       | 63,0     |
| Sebastião Lazaroni     | Total      | 104   | 59       | 24      | 21       | 64,4     |

### Estrangeiros
Esta é a lista de treinadores não brasileiros do clube:
| Nº | Período   | Treinador           | Títulos | Jogos | Vitórias | Empates | Derrotas | % aprov. |
| -- | --------- | ------------------- | --- | ----- | -------- | ------- | -------- | -------- |
| 1  | 1921      | Ramón Platero       | - Taça Ypiranga (1921) | 8     | 3        | 2       | 3        | Irrel.   |
| 2  | 1925      | Juan Carlos Bertone | - Campeonato Carioca de 1925 | 22    | 16       | 3       | 3        | 77,3     |
| —  | 1926–1928 | Juan Carlos Bertone | - Campeonato Carioca de 1927 - Taça Dr. Affonso de Camargo (1927) - Troféu Associação Paranaense de Desportos (1927) | 74    | 41       | 12      | 21       | 60,8     |
| 3  | 1930–1931 | Charles Williams    | — | 38    | 14       | 2       | 22       | 38,6     |
| 4  | 1937–1938 | Dori Kürschner      | - Taça da Paz (1937) | 69    | 39       | 11      | 19       | 61,8     |
| 5  | 1947      | Ernesto Santos      | — | 47    | 27       | 10      | 10       | 64,5     |
| 6  | 1950      | Cândido de Oliveira | — | 13    | 4        | 2       | 7        | 35,9     |
| 7  | 1953–1957 | Fleitas Solich      | - Campeonatos Cariocas de 1953, 1954 e 1955 - Torneio Quadrangular de Curitiba (1953) - Torneio Internacional do Rio de Janeiro (1954 e 1955) - Taça Gilberto Cardoso (1955) - Troféu Embaixador Oswaldo Aranha (1956) - Taça dos Campeões Estaduais RJ-SP (1956) - Troféu Ponto Frio (1957) - Taça Brasília (RJ) - Troféu Almana Idrotts Klubben (1957) | 276   | 175      | 47      | 54       | 69,1     |
| 8  | 1959–1960 | Modesto Bría        | — | 46    | 27       | 7       | 12       | 63,8     |
| 9  | 1965–1967 | Armando Renganeschi | - Campeonato Carioca de 1965 | 127   | 55       | 33      | 39       | 52,0     |
| 10 | 2017      | Reinaldo Rueda      | — | 31    | 13       | 10      | 8        | 52,7     |
| 11 | 2019–2020 | Jorge Jesus         | - Copa Libertadores da América de 2019 - Campeonato Brasileiro 2019 - Supercopa do Brasil de 2020 - Taça Guanabara de 2020 - Recopa Sul-Americana de 2020 - Campeonato Carioca de 2020 | 57    | 43       | 10      | 4        | 81,3     |
| 12 | 2020      | Domènec Torrent     | — | 23    | 13       | 4       | 6        | 62,3     |
| 13 | 2022      | Paulo Sousa         | — | 32    | 19       | 7       | 6        | 66,7     |
| 14 | 2023      | Vítor Pereira       | — | 18    | 10       | 1       | 7        | 57,4     |
| 15 | 2023      | Jorge Sampaoli      | — | 39    | 20       | 11      | 8        | 60,7     |